# Упарін Джоко
Упарін Джоко (порт. Ouparine Djoco, нар. 22 квітня 1998, Жувізі-сюр-Орж) — футболіст Гвінеї-Бісау, воротар бельгійського клубу «Франк Борен».

## Клубна кар'єра
Народився 22 квітня 1998 року в місті Жувізі-сюр-Орж. 
У дорослому футболі дебютував 2018 року виступами за команду «Клермон-2», в якій провів три сезони, взявши участь у 36 матчах чемпіонату. 
Своєю грою за цю команду привернув увагу представників тренерського штабу клубу «Клермон», до складу якого приєднався 2020 року. Відіграв за команду з міста Клермон-Ферран наступні три сезони своєї ігрової кар'єри.
До складу клубу «Франк Борен» приєднався 2023 року. 

## Виступи за збірну
У 2023 році дебютував в офіційних матчах у складі національної збірної Гвінеї-Бісау.
У складі збірної — учасник Кубка африканських націй 2023 року у Кот-д'Івуарі.